# Balaruc-le-Vieux
Balaruc-le-Vieux este o comună în departamentul Hérault din sudul Franței. În 2009 avea o populație de 2.046 de locuitori.

## Evoluția populației
| An        | 1975 | 1982 | 1990  | 1999  | 2006  | 2009  |
| --------- | ---- | ---- | ----- | ----- | ----- | ----- |
| Populație | 521  | 701  | 1.065 | 1.802 | 2.024 | 2.046 |